# Storfyrstendømmet Moskva
Storfyrstendømmet Moskva (Fyrstendømmet Moskva, russisk: княжество Московское til Storfyrstendømmet Moskva, russisk: Великое княжество Московское til Det russiske zardømme, russisk: Царство Русское) er et traditionelt vestligt navn for den russiske stat, der eksisterede fra 1300-tallet til 1721. Storfyrstendømmet var forløberen for det Russiske kejserrige og efterfølgeren til Kijevriget.
Storfyrstendømmet Moskva trak velstand til den nordøstlige del af Kijevriget, etablerede handelsforbindelser til Østersøen, Hvidehavet, Det Kaspiske Hav og til Sibirien. Dets ledere skabte et højt centraliseret og autokratisk politisk system.
Da mongolerne invaderede Kijevriget, var Moskva en ubetydelig handelspost i fyrstendømmet Vladimir-Suzdal. Selv om mongolerne brændte Moskva ned i vinteren 1238 og plyndrede byen i 1293, var handelsposten i nogen grad beskyttet af de store skove og den afsidesliggende placering. Endnu vigtigere for Moskvas vej mod storhed var, at byen blev styret af en række fyrster, der både var ambitiøse, beslutsomme og heldige. Den første hersker over fyrstendømmet Moskva, Daniil Aleksandrovitj (d. 1303), sikrede, at fyrstestaten blev et arverige indenfor Rurik-dynastiet. Hans søn Ivan I (1325-1340) opnåede titel af Storfyrste af Vladimir fra de mongolske overherrer. Han samarbejdede tæt med mongolerne og indsamlede tribut fra de andre russiske fyrstendømmer på deres vegne. Dette forhold gjorde, at Ivan fik kontrol over Moskvas hovedrival, den nordlige by Tver. I 1327 flyttede den ortodokse kirke sit hovedsæde fra Vladimir til Moskva, hvilket yderligere øgede Moskvas ry og prestige.
I det 15. århundrede begyndte fyrsterne af Moskva at samle de russiske fyrstendømmer under deres herredømme. Den mest succesfulde heri var Ivan 3. (1462-1505), som besejrede republikken Novgorod i 1478 og Storfyrstendømmet Tver i 1485. Moskva fik fuld kontrol over store dele af de etnisk russiske lande i 1480, da tatarernes gyldne hordes overherredømme officielt sluttede (se Det store møde ved Ugra-floden), og ved begyndelsen af 1500-tallet var praktisk talt alle fyrstendømmerne i Rusland forenet. Gennem arv fik han dele af Fyrstendømmet Rjasan, mens fyrstendømmerne Rostov og Jaroslavl underlagde sig ham frivilligt. Den nordvestlige by Pskov forblev uafhængig i denne periode, men Ivans søn Vasilij 3. (1505-1533) erobrede den senere.

## Storfyrstendømmets opståen
Moskva er kendt siden 1147 og anses for grundlagt af storfyrste af Kijev (1149-1151 og 1155-1157) Jurij Dolgorukij (ca. 1090-1157) af Rurik-dynastiet og søn af Kijevs storfyrste Vladimir 2. Monomakh. Byen var oprindelig mindre betydelig, men takket være sin afsides beliggenhed slap byen lettere igennem end de sydligere beliggende dele af det tidligere Kijevrige, da den mongolske Gyldne Horde herskede i middelalderen og foretog hærgninger for at opkræve tribut af sine underlydende.
Prins Daniel 1. (1261-1303) som 1283 fik Moskva i arv af sin far, Alexander Nevskij af den jurjevitiske gren af Rurik-dynastiet. Daniels søn Jurij (1281-1325) giftede sig med en søster til Den Gyldne Hordes leder sultan Mohammed Öz Beg og dannede en afgørende alliance mod andre fyrstendømmer i Rutenien. Jurij fik frihed til at ekspandere sit fyrstedømme mod betaling af tribut og fik lov at tage sig titlerne storfyrste af Moskva og fra 1318 tillige af Vladimir. Da metropolitten Peter af Kijev over Kijev og Hele Rus flyttede sit sæde fra Vladimir til Moskva i 1321 styrkedes Moskvas stilling. Efter Jurij død tilfaldt titlen som storfyrste af Vladimir-Suzdal den regernde fyrste i Moskva. Moskva var i lighed med andre større byer i fyrstendømmets nærhed en vigtig handelsplads.

## Kamp for frihed og magt
Storfyrst Dmitrij Donskoj (1350-1389), gift med Evdokija Dmitrijevna datter af Dmitrij af Suzdal, var den første af moskovitterne, der udfordrede Den Gyldne Hordes overhøjhed. En samlet hær på over 50.000 fra de forskellige russiske fyrstendømmer, under ledelse af Dmitrij og moskovitterne, sejrede over mongolerne (tatarerne) i to slag: slaget ved Vozja 1378 og slaget ved Kulikovo, ved floden Don 1380, hvorfor han fik tilnavnet "Donskoj". Mongolerne vendte dog snart tilbage og plyndrede og ødelagde Moskva 1382, og underdanigheden fortsatte.
Vasilij 1. (1371-1425) førte en integrationspolitik hvor han indlemmede fyrstendømmerne Murom, Gorodets og Nizjnij Novgorod (en rest af Vladimir-Suzdal), som han havde fået 1392 som belønning af den Gyldne Horde for krigshjælp. Vasilij var gift med Sofia af Litauen, datter af Vytautas den Store (1350-1430), alligevel erobrede Storfyrstendømmet Litauen Vjazma og Smolensk 1403–1404. Mongolernes Timur Lenk (1336-1405) hærgede i de slaviske stater 1395 og var i konflikt med khanen, hvilket svækkede mongolerne, anarki brød ud og khanatet splittedes. I 12 år undlod Moskva at betale sin tribut, men 1408 erobrede mongolerne dele af fyrstendømmet, dog uden at nå Moskva, og 1412 betaltes atter tribut til de mongolske herrer.
Under Vasilij 2. (1415–62) skete feudale oprør og omfattende borgerkrig, og andre gjorde krav på tronen, ud fra farfaderen Dmitrij Donskojs testamente, som tolkedes forskelligt og der gjordes henvisninger til diverse love og sædvaner. I krigen mellem Vasilij og farbroderen Jurij af Zvenigorod og dennes sønner Vasilij Kosoj (1421–1448) og Dmitrij Sjemjaka (død 1453), fyrste af Galitsj-Merskij (i det senere Kostroma oblast) slog Jurijs styrker Vasilij og tog Moskva og gjorde sig til storfyrste 1433. Ved hans død 1434 gik titlen til sønnen Vasilij Kosoj. Broderen Dmitrij brød sig ikke om dette og allierede sig med sin lillebror Dmitrij Krasnyj og Vasilij 2. og besejrede Vasilij Kosoj 1435 hvorefter Vasilij 2. genvandt tronen og belønnede sine fætre. Snart fremkom dog mistanker om konspiration, og Vasilij lod midlertidigt fængsle Dimitrij.
Vasilij var i krig mod den Gyldne Horde og blev taget til fange ca 1445 af Olugh Mokhammad af Kazan, men købtes fri for en enorm løsesum efter mindre end et år. I mellemtiden havde hans fætter Dmitrij grebet magten med henvisning til sin farfaders testamente. Ved Vasilijs genkomst lod Dmitrij øjnene stikke ud på ham, da noget lignende var overgået hans egen broder Vasilij, og sendte ham i eksil, idet han udråbte sig selv til storfyrste ca 1445-47.
Han savnede bojarernes støtte, så folket tog atter Vasilij 1447 som retmæssig regent, og sønnen Ivan 3. "den store" kunne efterfølge allerede som samregent og bringe enhed i fyrstendømmet og få de selvstændighedsstræbende ruriske fyrster til at anerkende Moskvas overhøjhed i hele rusernes land. Ivan den store giftede sig 1472 med Zoë Paleologos, broderdatter til den sidste kejser af Byzans. Dermed så han sig som arvtager til det byzantinske imperium og gav legitimitet til sønnesønnen Ivan 4.s titel zar ("kejser"). Moskva overtog også den byzantinske dobbelthovede ørn som symbol.
Ved det store møde ved Ugra-floden, en biflod til Oka, mødtes Ivan den store og mongolerne, som var allierede med Kasimir 4. af Polen-Litauen, som opponerede mod Moskvas annektering af Novgorod. Der ophørte den Gyldne Hordes overhøjhed over de russiske fyrster, og Moskva stod som største magthaver i regionen.

## Moskvas position som centralmagt
Efter Kijevs fald til mongolerne 1240 flyttede metropolitten af kirken til det mere trygge Moskva. En ny metropolit, St Jona af Moskva, indsattes i Moskva, og 1448 erklærede den russisk-ortodokse kirke sig selvstændig fra patriarken af Konstantinopel med Vasilijs støtte. Konstantinopel faldt samtidig (1453) til tyrkerne i det fremrykkende Osmanniske rige og den russiske kirke fik en ledende position i øst. Efter som Rom ifølge de ortodokse var faldet i vildfarelse og det andet Rom, Konstantinopel (af Konstantin døbt til Nova Roma) var kommet under islam, kaldte Moskva sig for det "tredje Rom".

### Annektering af Novgorod
Moskva fyrstendømmet knuste og annekterede den vældige nærliggende Novgorod republik 1478. Novgorod havde været den mest fremtrædende russiske by inden Kijev blev hovedstad 882, og havde lokale fyrster. Vsevolod af Pskov blev afsat og Sviatoslav Olgovitj, søn af Oleg 1. af Tjernihiv af Rurik-dynastiet måtte tage over 1136-1138, hvilket ses som begyndelsen på selvstændigheden fra Kijev og republikkens oprettelse. Novgorod styredes af et lokalt parlament, veche og borgmesteren, posadnik, og fyrstens faktiske magt var begrænset. Novgorod blev en bemærkelsesværdig højkultur blandt andet med høj læsekundskab, og republikken erobrede senere hele landområdet op til Ishavet. Fra 1300-tallet kæmpede de nærliggende Tver, Litauen og Moskva om indflydelse over Novgorods rigdomme, som valgte at alliere sig med storfyrst Jurij. Da Moskvas magt voksede, kom flere kampe om territorier, og 1397 erobredes en del af Novgorod som beholdtes en kort tid. Under de følgende årtier voksede truslen fra Moskva og Novgorod søgte allierede, men bojarerne og de øvrige kunne ikke enes og anså sig ikke at have økonomi hverken for krig eller vasalskab under en anden magt. Ivan den stores (1440-1505) ekspansionskrig kunne ikke stoppes.
Marfa Boretskaja ledte Novgorod i slutningen og søgte hjælp fra Litauen uden held, og Novgorods hær besejredes 1471 ved slaget ved floden Sjelon og dets selvstændighed ophørte. Moskvatropperne brændte veches unikke arkiv i Novgorod og knuste magteliten.

### Annektering af Tver
Gennem årene var magtkamp om dominans i regionen blevet ført med Storfyrstendømmet Tver (skabt af Alexander Nevskij og hans broder, Jaroslav af Tver 1247, og begge sider allierede sig snart med Storfyrstendømmet Litauen, snart med Den Gyldne Horde for at få større magt. Ivan den store indtog Tver 1485 og annekterede storfyrstendømmet, og fyrst Mikael 3. af Tver gik i landflygtighed i Den polsk-litauiske realunion og søgte hjælp til at generobre sit storfyrstendømme men uden resultat. 1490 var således i princippet alle de områder, som Rurik-dynastiet havde hersket over i forskellige grene, samlede under samme person, Moskvas storfyrste Ivan, som proklamerede sig som "suveræn over alle ruser/russer" til trods for, at man ved rådslagningen i Ljubetsj 1097 var blevet enige om, at rurikslægtens forskellige grene skulle regere hver sin del.

## Storfyrstendømmet Moskva bliver Zarrusland
Også Rostov annekteredes i 1474 og Fyrstendømmet Rjazan 1521. Kursk, som havde hørt til Storfyrstendømmet Litauen fra 1360, kom under storfyrstendømmets kontrol fra 1508.
Ivan den stores sønnesøn Ivan 4. "den grusomme" (1530-1584) blev storfyrste 1533 og proklameredes 1547 som "zar over hele russernes land". Storfyrstendømmet Moskva blev Zarrusland med Moskva som hovedstad. Rusland havde genvundet en stor del af russernes land, "Rutenien".
Ekspansionen var enorm: fra 20.000 km2 i 1300 til 430.000 km2 i 1462, og 2,8 mio. km2 i 1533.